# Принс-Альберт Рейдерз
«Принс-Альберт Рейдерз» (англ. Prince Albert Raiders) — молодёжный хоккейный клуб из города Принс-Альберт, провинция Саскачеван, Канада. Выступает в Западной хоккейной лиге (WHL), одной из трёх лиг, составляющих Канадскую хоккейную лигу (CHL). Свои домашние матчи команда проводит на арене «Арт Хаузер-центр».

## История
«Рейдерз» начали свою карьеру в 1971 году, став одной из самых успешных команд второго уровня в Канаде, играя в Юниорской хоккейной лиге Саскачевана (SJHL). С сезона 1982–83 выступают в Западной хоккейной лиге (WHL).

## Достижения
WHL:
- Чемпион WHL (2): 1985, 2019;
- Мемориальный кубок (1): 1985;
- Победитель регулярного сезона (2): 1984–85, 2018–19;

## Неиспользуемые номера
Номера выведенные из обращения:
| #  | Игрок       |
| -- | ----------- |
| 4  | Дэйв Мэнсон |
| 9  | Майк Модано |
| 16 | Дэн Ходжсон |